# Îlot Sacré
L'Îlot Sacré est un quartier du centre historique de Bruxelles, au nord-est de la Grand-Place.